# Sant Sebastià (Rafael)
Sant Sebastià (en italià San Sebastiano) és una pintura a l'oli realitzada per Rafael entre el 1501 i 1502 i actualment exposada al Accademia Carrara, a Bèrgam.
La pintura pertany successivament a la col·lecció Zurla de Crema, després al gravador Giuseppe Longhi i des de 1836 al comte Guglielmo Lochis que el va donar a la seva actual seu l'any 1866.
Imatge sagrada destinada a la devoció privada és reconeguda com a obra de Rafael a l'inici del període florentí. El quadre presenta lleugeres variacions en relació amb els motius de Perugino. En aquesta pintura les gracioses actituds|postures peruginesques i la bromosa transparència del color característic de Francesco Francia, es fusionen de manera que indica clarament la presència de Rafael. La seva habilitat per compondre formes clares i equilibrades es farà típica des d'aquesta obra en endavant.
Sebastià sosté una fletxa, el símbol del seu martiri, amb el dit petit elegantment alçat. Llueix una magnífica capa vermella i una camisa brodada d'or, amb el cabell elegantment pentinat, no hi ha res en aquesta figura que recordi els turments que va sofrir San Sebastià per la seva fe. És una obra primerenca típica, unànimement atribuïda a Rafael i, en la seva bellesa ornamental i to elegíac, recorda molt les obres de Perugino. El paisatge i l'aspecte femení de Sant Sebastià són influència de Perugino, però la mà emergent amb la fletxa fa pensar en un coneixement de Leonardo da Vinci. La construcció de la imatge en el·lipses entrecreuades és totalment rafaelesca.